# Antonio Morano Montiel
Antonio Morano Montiel (Huelva, 14 de noviembre de 1876 - 29 de diciembre de 1957) fue un político español.
De oficio corredor de comercio fue concejal del Ayuntamiento de Huelva en 1915 alcanzando la alcaldía de la ciudad cuatro años después hasta 1920. Fue investido con la Gran Cruz del Mérito Militar por el Rey Alfonso XIII en el año 1921.
Por último cuenta con una calle en su ciudad natal, llamada, Calle Alcalde Antonio Morano Montiel.